# Західний Буг
Буг або За́хідний Буг (біл. Захо́дні Буг, пол. Bug) — річка в Україні, Білорусі та Польщі. Ліва притока Нареву (басейн Вісли).

## Назва
Буг — це назва індоєвропейського походження, що уперше з'являється на сторінках давніх літописів поряд з етнонімом «бужани». Назва походить від індоєвропейського кореня *bheug(h) — «гнути, згинати», етимологічно споріднене з праслов'янським інфінітивом *bъgati — «вигинати, закручувати» та з праслов'янським коренем *bag- // *bog- // *bug- із реконструйованим значенням «затоплене місце; течія, потік», споріднене з праслов'янським іменником *bag-no — «багно, болото». Назва вказує на особливості гідроландшафту річки з великою кількістю закрутів та заболочених місць.
Сучасна назва ріки (з указівкою на її розташування у західній частині України) з'явилася внаслідок помилки. Проводячи на початку XX століття дослідження Правобережної України, російський геолог В. Д. Ласкарєв звернув увагу на існування двох річок з, як йому здавалося, однаковими назвами — Буг. Західна річка й справді звалася Бугом, південна ріка — Богом. Проте В. Д. Ласкарєв не помітив цього і наніс їх на карту як Західний Буг і Південний Буг.

## Опис
Довжина становить 772 км (в Україні 392 км), площа басейну — 39 420 км² (в Україні — 10 100 км²). Похил річки — 0,3 м/км. Західний Буг — рівнинна річка (заболочена заплава, стариці, звивисте річище); у басейні річки багато озер, зокрема Шацькі озера. Судноплавна в нижній течії.
У басейні річки на території Львівської області є 7 водосховищ загальним об'ємом 31,4 млн м³. Найбільші з них: Добротвірське — 14,8 млн м³ та Сокальське — 4,92 млн м³.
Середньорічні витрати води змінюються по довжині річки від 1,12 (с. Сасів) до 29,5 м³/с (м. Сокаль).
В умовному створі на кордоні України, Польщі та Білорусі середні витрати води р. Західний Буг становлять 52,3 м³/с (отримано розрахунковим методом українськими гідрологами).
Мінералізація води річки в середньому становить: весняна повінь — 497 мг/дм³; літньо-осіння межень — 518 мг/дм³; зимова межень — 573 мг/дм³.
Середньорічний іонний стік з водами Західного Бугу з території України становить 793,5 тис. т/рік (58 % — весняна повінь, 26 % — літньо-осіння межень, 16 % — зимова межень).

## Розташування
Витік розташований у селі Верхобужі Золочівського району (Львівська область) на Подільській височині (низькогірне пасмо Вороняки). В Україні тече територією Малого Полісся (в межах Надбужанської котловини), між Сокальським пасмом та Надбузькою височиною (частини Волинської височини), а також уздовж західного краю Поліської низовини. Буг впадає в штучне Зеґжинське озеро (раніше — в річку Нарву).

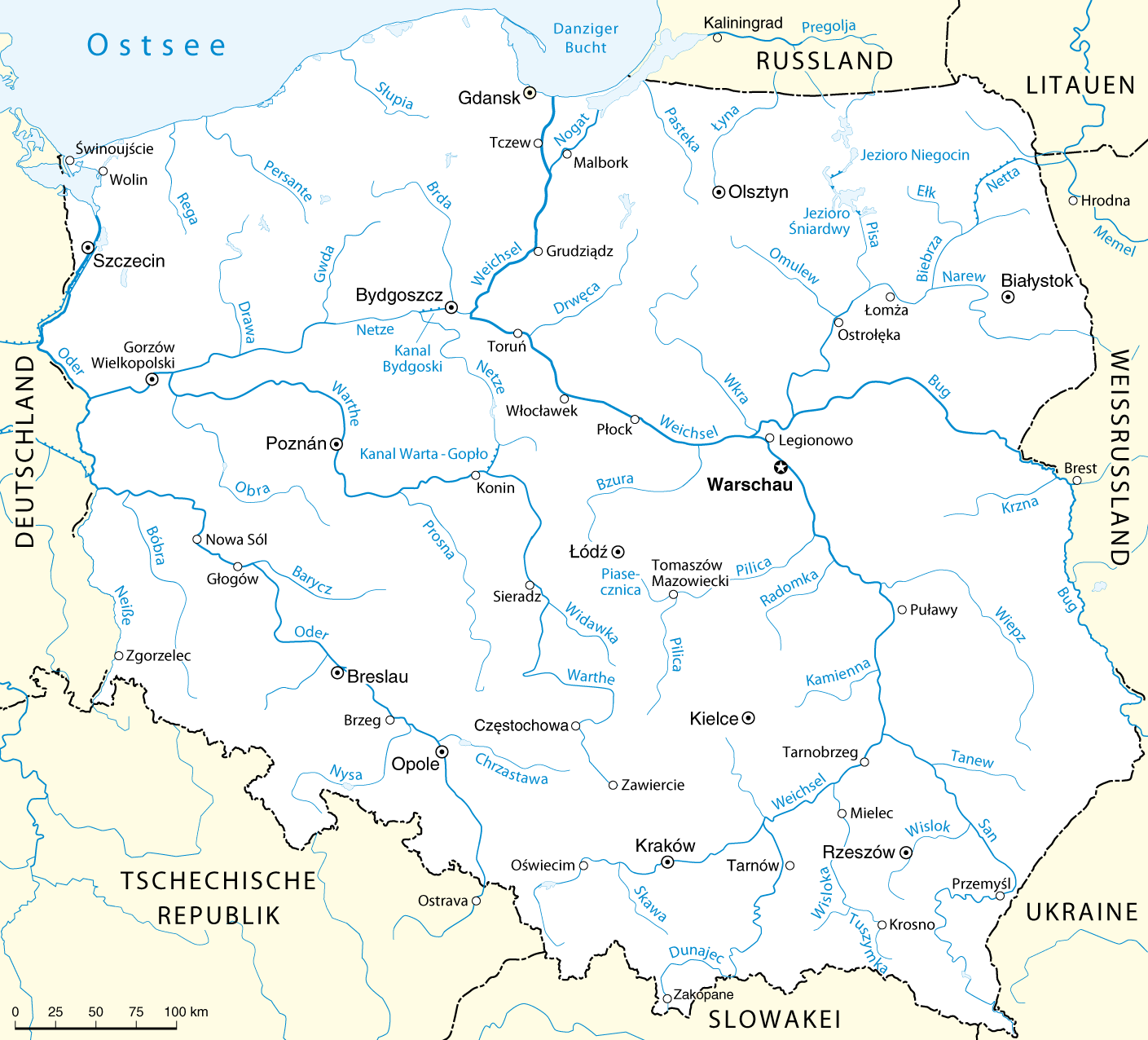
Гідрографічна мережа Польщі
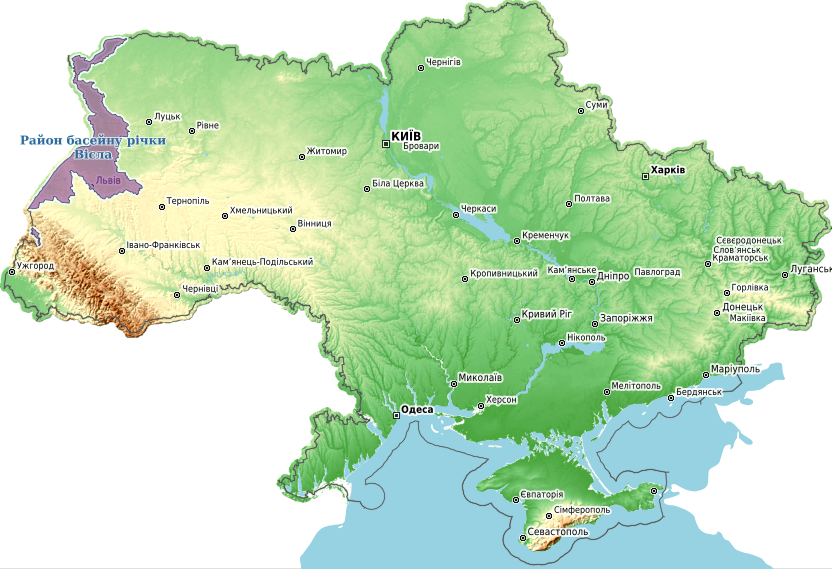
Водозбірний басейн Вісли на території України
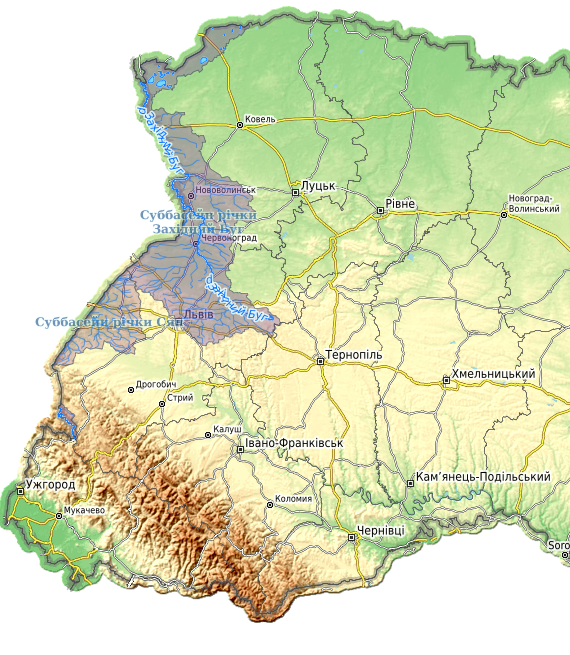
Річкова мережа Західного Бугу на території України

## Основні притоки
Праві
- Солотвина
- Рокитна
- Холоївка
- Білий Стік
- Спасівка
- Студянка
- Луга
- Золотуха
- Неретва
- Мухавець
- Пітушок
- Топкий
- Ізівка
- Гапа
- Бистряк
- Мухавець
- Лісна
- Нурець

Ліві
- Золочівка
- Полтва
- Кам'янка
- Рата
- Солокія
- Варяжанка
- Себечівка
- Гучва
- Угерка
- Крна
- Лівець

## Великі населені пункти над Бугом
Буськ, Кам'янка-Бузька, Добротвір, Соснівка, Червоноград, Сокаль, Сасів, Устилуг, Володава, Тереспіль, Дорогичин, Берестя.

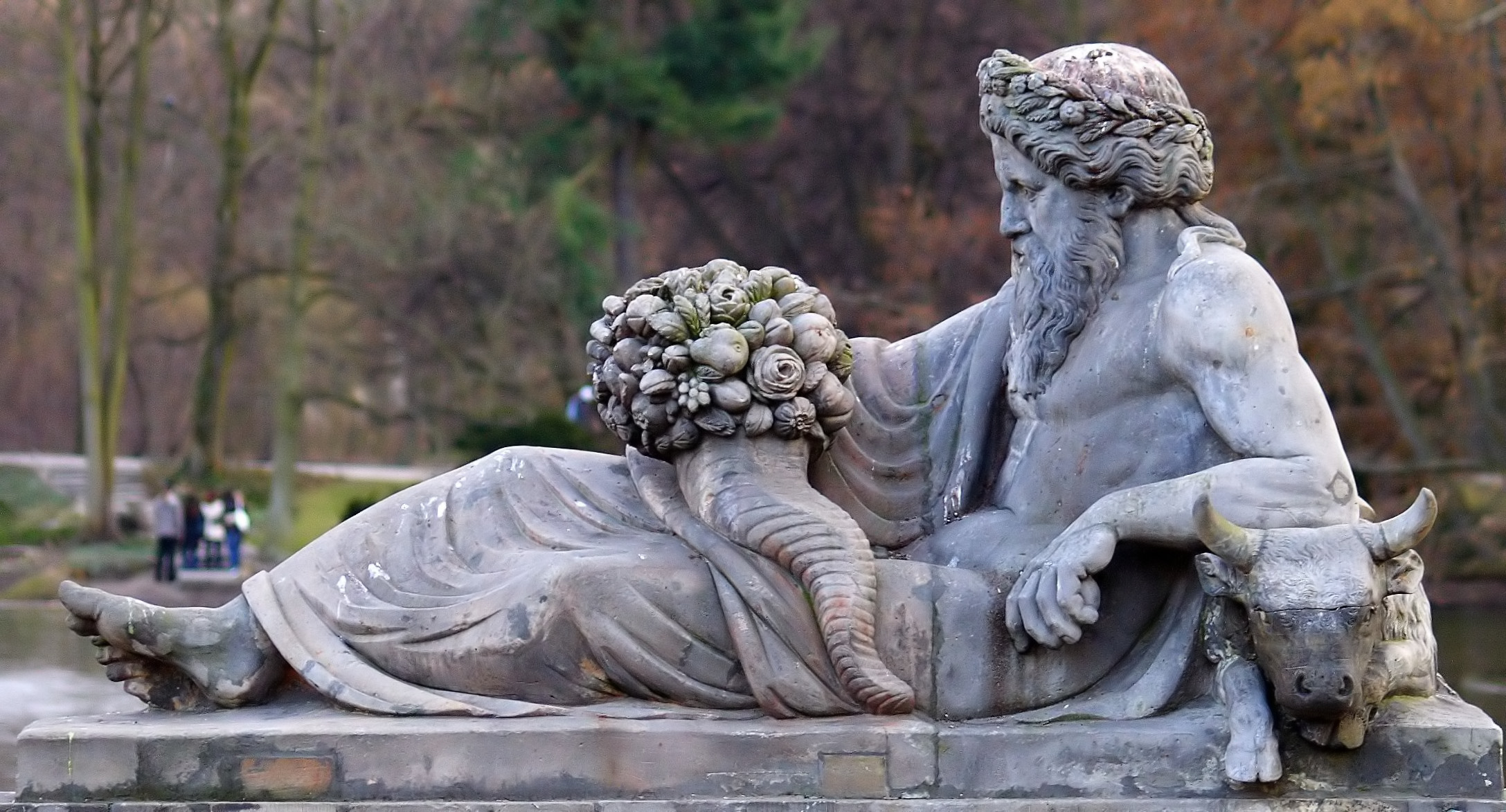
Алегорія річки Західний Буг, статуя на терасі Палацу-на-воді в Королівських Лазенках у Варшаві

## Цікаві факти
- Західний Буг, на відміну від інших річок, починається не маленьким потічком з джерельця, а досить повноводним потоком з колодязя в селі Верхобужі. У минулому відразу при витоку річки працював водяний млин, а це означає, що води було досить, щоб крутити тяжкі млинові жорна.